# SH705i
FOMA SH705i（フォーマ・エスエイチ なな まる ご アイ）は、シャープによって開発された、NTTドコモの第三世代携帯電話 (FOMA) 端末である。

## 概要
- ファブリックテイストのデザインでカジュアルに仕上げた手軽にワンセグを楽しめるスリムケータイ。同時発表のSH905i、SH905iTVと異なり、「TOUCH CRUISER」は搭載されていない。また、FOMAの70xシリーズとしては初めて3.2メガカメラを搭載する。
- サブカメラを備えていないため、テレビ電話で自分の顔を送信することはできない。
- 一部機能を追加したSH705iIIが後に発表された。

| 主な対応サービス           | 主な対応サービス                    | 主な対応サービス           | 主な対応サービス                                |
| -------------------------- | ----------------------------------- | -------------------------- | ----------------------------------------------- |
| DCMX／おサイフケータイ     | うた・ホーダイ                      | 着うたフル／着うた         | デジタルオーディオプレーヤー(AAC)(SDオーディオ) |
| 直感ゲーム／メガiアプリ    | Music&Videoチャネル／ビデオクリップ | 3Gローミング（WORLD WING） | プッシュトーク                                  |
| FOMAハイスピード           | GPS／ケータイお探し                 | デコメール／デコメ絵文字   | iチャネル                                       |
| 着もじ                     | テレビ電話／キャラ電                | 電話帳お預かりサービス     | フルブラウザ                                    |
| おまかせロック／バイオ認証 | 外部メモリーへiモードコンテンツ移行 | トルカ                     | iC通信／iCお引越しサービス                      |
| きせかえツール／マチキャラ | バーコードリーダ／名刺リーダ        | 2in1                       | エリアメール                                    |

1. ↑  サブカメラを備えていないため「体を動かす」及び「しゃべる」は非対応。
2. ↑  BモードのメールはWebメールとなる。

### プリインストールiアプリ
- Gガイド番組表リモコン
- DCMXクレジットアプリ
- ケータイクレジットiD

### ワンセグ機能
- 外部メモリ（microSD）への録画
- マルチウィンドウ

## 歴史
- 2007年11月7日 - 技術基準適合証明 (TELEC) 通過
- 2007年11月9日 - 電気通信端末機器審査協会 (JATE) 通過
- 2007年11月1日 - D905i・D705i・D705iμ・F905i・F705i・N905i・N905iμ・N705i・N705iμ・P905i・P905iTV・P705i・P705iμ・PROSOLID μ・SH905i・SH905iTV・SH705i・SO905i・SO905iCS・SO705i・L705i・L705iX・NM705iの開発が発表。
- 2008年1月10日 - 報道関係者向けの内覧会で実機を公開
- 2008年2月15日 - 発売開始

## 不具合
2008年7月8日に、以下の不具合の修正がソフトウェアの更新でなされた。
- カメラ機能使用時、画面上に縦線や横線が入る場合がある